# 4308 Магарач
4308 Маґарач (4308 Magarach) — астероїд головного поясу, відкритий 9 серпня 1978 року.
Тіссеранів параметр щодо Юпітера — 3,323.